# Cijeruk (Pamulihan)
Cijeruk is een bestuurslaag in het regentschap Sumedang van de provincie West-Java, Indonesië. Cijeruk telt 5369 inwoners (volkstelling 2010).